# Wilhelm Menges
Wilhelm Menges (* 13. Mai 1894 in Großen-Linden; † 15. November 1963 in Karlsruhe) war ein deutscher Reichsgerichtsrat und Richter am Bundesgerichtshof.

## Leben
Menges, Sohn eines Försters, war evangelisch. Am Ersten Weltkrieg nahm er als Leutnant der Reserve teil. Die erste juristische Staatsprüfung legte er 1918 „im ganzen gut“ und die zweite 1921 „recht gut“ ab. Am 23. Mai 1921 wurde er zum Gerichtsassessor im hessischen Staatsdienst ernannt. Im Oktober 1921 wurde er Ministerialamtmann mit der Bezeichnung Justizrat im hessischen Justizministerium. Im Dezember 1928 erfolgte die Ernennung zum ständigen Hilfsarbeiter unter Belassung der Amtsbezeichnung Justizrat. Im August 1930 wurde er zum Vortragenden Rat befördert mit der Amtsbezeichnung Oberjustizrat. 
Am 1. April 1934 wurde er Landgerichtsdirektor und wurde in der Justizabteilung des hessischen Staatsministeriums belassen. Zum Neujahr 1935 wurde er als Hilfsrichter an das Oberlandesgericht Darmstadt versetzt. Drei Monate später kam er als Hilfsrichter an das Reichsgericht. Zum Reichsgerichtsrat ernannte man ihn am 1. April 1937. Dort war er im II. Strafsenat tätig. Am 12. Oktober 1939 beantragte er die Aufnahme in die NSDAP und wurde zum 1. Dezember desselben Jahres aufgenommen (Mitgliedsnummer 7.287.022). Ende Januar 1940 wurde er als Oberleutnant der Reserve in die Wehrmacht einberufen und 1941 zum Hauptmann befördert. Nach Friedrich Karl Kaul war er in den Besetzungslisten ab 1941 dem II. Zivilsenat zugeteilt. 
In der Bundesrepublik kam er am 29. Mai 1953 zum Bundesgerichtshof. Er war bis zu seiner Pensionierung am 31. Mai 1962 wiederum im 2. Strafsenat tätig.

## Ehrungen
- 20. April 1938 Silbernes Treudienst-Ehrenzeichen

## Schriften
- Verschuldete Notwehr und verschuldeter Notstand, Diss. Jena 1921.